# Ludmila Pagliero
Ludmila Soledad Pagliero (Buenos Aires, 15 ottobre 1983) è una ballerina argentina, étoile del Balletto dell'Opéra di Parigi dal 2011 al 2025.

## Biografia
Ludmila Pagliero è nata a Buenos Aires, figlia di un elettricista e di una massaggiatrice. Ha iniziato a danzare all'età di otto anni e a dieci è stata ammessa alla scuola del Teatro Colón. Sei anni più tardi è stata scritturata dal Balletto di Santiago, dove è stata promossa al rango di solista nel 2002.
Dopo un anno con l'American Ballet Theatre, nel 2005 è stata ingaggiata dal balletto dell'Opéra di Parigi e nel 2009 è stata promossa a première danseuse. Nel marzo del 2012 ha sostituito all'ultimo momento Dorothée Gilbert ne La Bayadère con le coreografie di Rudol'f Nureev e, al termine della rappresentazione, la direttrice artistica Brigitte Lefèvre l'ha nominata danseuse étoile della compagnia. Nel 2017 ha vinto il Prix Benois de la Danse.
All'Opéra di Parigi Pagliero ha danzato tutti i maggiori ruoli femminili del repertorio della compagnia, tra cui Odette e Odille ne Il lago dei cigni, Kitri in Don Chisciotte, Esmeralda in Notre Dame de Paris, Tatiana in Onegin, l'eponima protagonista di Giselle, La Sylphide e Paquita, Aurora ne La bella addormentata, Diamanti in Jewels, Polimnia nell'Apollon musagète, Clara ne Lo schiaccianoci, Manon ne L'histoire de Manon, Giulietta in Romeo e Giulietta e il cigno ne La morte del cigno. Ha danzato come ospite con il Balletto Bol'šoj e il Balletto Mariinskij.
Nel 2023 riceve il Premio come Danzatrice dell'anno in occasione del Premio Positano Léonide Massine.